# ساحة الجريد
ساحة الجريد: ساحة من ساحات دمشق، تقع غرب محلة الحواكير، تحت ساحة آخر الخط، أسفل قصر تشرين وعلى امتداد مستشفى الشامي حالياً، كانت تقام بها سباقات الخيل ومباريات الجريد بين الفرسان، وهي من ألعاب الفروسية الآتية من آسيا الوسطى، وفي عام 1918م نصب الأنكليز خيامهم في هذه الساحة بعد دخولهم دمشع مع القوات العربية والأمير فيصل بن الحسين.